# Reinaldo Barriga
Reinaldo Barriga Brito, conhecido como Reinaldo Barriga ou Reinaldo B. Brito (Macapá, ), é um produtor musical, compositor e arranjador brasileiro.

## Produtor musical
Tornou-se conhecido como produtor durante a década de 1980, quando produziu diversos discos de bandas de rock da época, especialmente bandas gaúchas. Em 2006, produziu o álbum Vida Marvada, de Chitãozinho & Xororó, que recebeu o Grammy Latino na categoria Best Brazilian Roots / Regional Album.

### Principais álbuns produzidos
Lista extraída a partir do Discogs.
- Placa Luminosa (1977) - Placa Luminosa
- Jessé (1982) - Jessé
- Jessé (1983) - Estrela de Papel
- Chrystian & Ralf (1985) - Chrystian & Ralf
- Camisa de Vênus (1985) - Batalhões de Estranhos
- Engenheiros do Hawaii (1986) - Longe Demais das Capitais
- Violeta de Outono (1987) - Violeta de Outono
- Engenheiros do Hawaii (1987) - A Revolta dos Dândis
- DeFalla (1987) - Papaparty
- Os Replicantes (1987) - Histórias de Sexo & Violência
- Nenhum de Nós (1987) - Nenhum de Nós
- Nenhum de Nós (1989) - Cardume
- Wanderléa (1989) - Wanderléa
- Nenhum de Nós (1990) - Extraño
- Capital Inicial (1991) - Eletricidade
- Nenhum de Nós (1992) - Nenhum de Nós
- Camisa de Vênus (1996) - Quem É Você?

## Compositor
Suas composições já foram gravadas pelos cantores sertanejos como Zezé Di Camargo & Luciano, Sérgio Reis, Leandro & Leonardo, Leonardo, Fafá de Belém e Benito di Paula.

### Principais Canções
Lista extraída a partir do IMMUB.
- 30 Segundos
- "A Paixão"
- "A Roda do Tempo"
- A Saideira
- Amor de Verdade
- Amor Demais
- Amor Ou Paixão
- Amor Por Telefone
- Anarriê
- As Coisas do Nosso Amor
- Baileiro
- Camas Separadas
- Cheiro De Carmim
- Desafio de Peão
- Desejo de Amar
- Estação Paraíso
- Eu Digo Sim Ela Diz Não
- Falta Alguma Coisa
- Férias de Julho
- Festa de Rodeio
- Gato e Sapato
- Grão de Areia
- Homem Solitário
- Macarrone
- Me Leva no seu Coração
- Meto o Pé na Porta
- Minha História com Você
- Nosso Amor
- O que Será de Mim
- O Rodeio
- O Show Vai Começar
- Oito Segundos
- Pela Estrada
- Pensamento Louco
- Pra Disfarçar
- Se Você Não Vem
- Só o Tempo Vai Dizer
- Só por Prazer
- Sozinho em Nova York
- Te Quiero
- Touro de Rodeio
- Vem Ficar Comigo